# Џиничи Кусака
Џиничи Кусака (јап. 草鹿任一; Префектура Ишикава, 7. децембар 1888 — †24. август 1972) је био адмирал у Јапанској царској морнарици током Другог светског рата. Адмирал Ријуносуке Кусака је био његов рођак.

## Рани период
Кусака је рођен у Ишикава префектури и дипломоирао је у 37. класи на јапанској царској поморској академији, као 21. од 179. кадета. Као подофицир служи на крстарицама Соја и Чијода, а након добијања чина Esign (еквивалент: Потпоручник) прелази на оклопни крсташ Токива, па на бојни брод Аки. Као Lieutenant (еквивалент: Поручник Фрегате) током Првог светског рата, служи на оклопном крсташу Азама, затим на бојном броду Кашима и разарачу Хамаказе, али није био ни у једној борбеној мисији. По завршетку рата, он похађа поморски ратни колеџ у Јапану, и 1921. године је унапређен у чин Lieutenant commander (еквивалент: Поручник Бојног Брода). Затим одлази на бојни крсташ Хиеи, као заменик главног артиљеријског официра, па на бојне бродове Јамаширо и Нагато као главни артиљеријски официр.
Након Кусакиног унапређења у чин Captain (еквивалент: Капетан Фрегате) 1. децембра 1930. године, он је послат у Сједињене Америчке Државе и Европу на годину дана. По повратку, он прима прву команду - крстаица Китаками. Касније постаје командант бојног брода Фусо. Дана, 1. децембра 1936. године, Кусака је унапређен у чин контраадмирала, и постаје командант поморске артиљеријске школе. Дана, 15. новембра 1940. године, он је унапређен у чин вицеадмирала.

## Други светски рат
На почетку пацифичког рата, Кусака командује царском поморком академијом. Дана, 28. септембра 1942. године, постаје командант 11. ваздушне флоте јапанске морнарице, чији се штаб налазио у главној јапанској бази за јужни Пацифик - Рабаул на Новој Британији. До краја Гвадалканалске кампање, Кусакине ваздушне јединице су се бориле са савезничким „Кактус“ снагама, за контролу ваздушног простора изнад Гвадалканала, у бици коју су на крају добиле савезничке ваздушне снаге.
Касније током Соломонске кампање, Кусака такође руководи разним елементима ратних бродова и борбених снага ангажованих у борби против савезничких снага које су напредовале преко ланца острва ка Рабаулу. Дана, 6. септембра 1945. године, Кусака је био главни официр јапанских снага у област Рабаула, и заједно са Генерал-пуковником Имамуром, главним командантом јапанске војске у тој области, предају Рабаул савезничким снагама.